# Alma Richards
Alma Wilford Richards (Parowan (Utah), 20 februari 1890 — Long Beach, 3 april 1963) was een Amerikaanse hoogspringer.

## Loopbaan
Toen Richards eenvoudig over 6 voet (1,83 m) heen sprong, besloot zijn basketbaltrainer geld voor hem in te zamelen om deel te kunnen nemen aan de olympische selectiewedstrijden. Hij won op de Olympische Spelen van Stockholm in 1912 de gouden medaille met een sprong van 1,93 m, een hoogte die hij nog nooit eerder had bedwongen, voor de Duitser Hans Liesche (zilver; 1,91) en zijn landgenoot George Horine (brons; 1,89).
Alma Richards studeerde in 1917 af aan de Cornell-universiteit, waar hij ook lid was van de Quill and Dagger society.

## Titels
- Olympisch kampioen hoogspringen - 1912
- Amerikaans kampioen hoogspringen - 1913
- Amerikaans kampioen tienkamp - 1915
- Amerikaans kampioen kogelstoten - 1918

## Persoonlijke records
| Onderdeel    | Prestatie | Jaar |
| ------------ | --------- | ---- |
| hoogspringen | 1,956 m   | 1915 |
| kogelstoten  | 12,90 m   | 1918 |
| tienkamp     | 5719 p    | 1912 |

## Palmares

### hoogspringen
- 1912:  OS - 1,93 m (OR)

1896: Ellery Clark ·
1900: Irving Baxter ·
1904: Samuel Jones ·
1908: Harry Porter ·
1912: Alma Richards ·
1920: Richmond Landon ·
1924: Harold Osborn ·
1928: Robert Wade King ·
1932: Duncan McNaughton ·
1936: Cornelius Johnson ·
1948: John Winter ·
1952: Walter Davis ·
1956: Charles Dumas ·
1960: Robert Sjavlakadze ·
1964: Valeri Broemel ·
1968: Dick Fosbury ·
1972: Jüri Tarmak ·
1976: Jacek Wszoła ·
1980: Gerd Wessig ·
1984: Dietmar Mögenburg ·
1988: Hennadi Avdjejenko ·
1992: Javier Sotomayor ·
1996: Charles Austin ·
2000: Sergej Kljoegin ·
2004: Stefan Holm ·
2008: Andrej Silnov ·
2012: Erik Kynard ·
2016: Derek Drouin ·
2020: Gianmarco Tamberi & Mutaz Essa Barshim ·
2024: Hamish Kerr
- Gemeinsame Normdatei: 1123731888
- International Standard Name Identifier: 0000 0000 7341 8636
- Library of Congress Control Number: no2009191688
- SNAC: w6892r25
- Virtual International Authority File: 103522854
- WorldCat: E39PBJwHkW3H9XW46dQ8WB7T73